# Eloria cavallo
Eloria cavallo är en fjärilsart som beskrevs av Collenette 1950. Eloria cavallo ingår i släktet Eloria och familjen tofsspinnare. Inga underarter finns listade i Catalogue of Life.